# Toranosuke Takagi
Toranosuke "Tora" Takagi (Shizuoka, 12 de fevereiro de 1974) é um ex-automobilista japonês.

## Carreira
Influenciado por seu pai, que também era piloto, Takagi começou a correr no kart, em 1980, estreando profissionalmente na modalidade em 1987. Após vencer várias corridas, passou a correr em monopostos, inicialmente pela Fórmula Toyota, em 1992. No ano seguinte foi disputar a Fórmula 3 Japonesa, terminando a temporada em 10º lugar, ganhando o prêmio de rookie do ano. Takagi correu mais dois anos na F-3 até deixar a categoria em 1996, para disputar a Fórmula Nippon (atual Super Fórmula Japonesa) .
Ainda competindo na Fórmula Nippon, Takagi é contratado pela Tyrrell para ser piloto de testes, enquanto Mika Salo e Jos Verstappen seriam os titulares da equipe. O japonês terminou a temporada de 1997 da F-Nippon com uma vitória, conquistando a sexta posição. Depois disso, Takagi finalmente realizaria seu sonho de ser um piloto de Fórmula 1.

## Fórmula 1

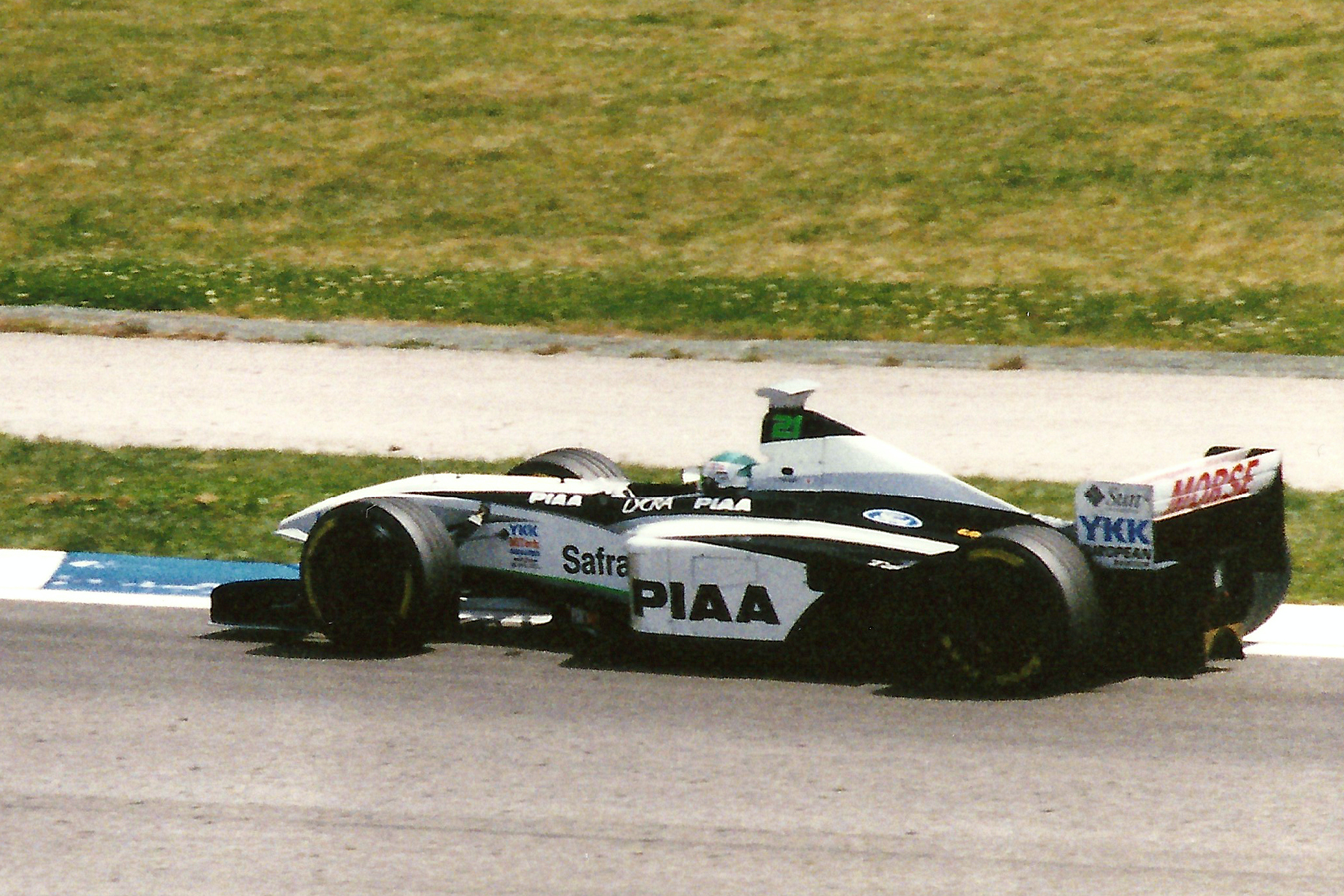
Takagi pilotando a Tyrrell no GP da Espanha de 1998, último ano da equipe inglesa.

A Tyrrell, depois de perder Salo (contratado pela Arrows) e Verstappen (que ficou sem vaga antes de substituir Jan Magnussen na Stewart a partir do GP do Canadá), foi vendida à British American Tobacco, que a converteria na equipe BAR em 1999. No seu último ano, a equipe contrataria Takagi e o brasileiro Ricardo Rosset, sendo que ambos completariam o orçamento da Tyrrell antes da despedida do time, ao encerramento da temporada de 1998 da principal categoria do automobilismo.
Em sua estreia, impressionou com sua maneira agressiva de largar, batendo Rosset nos treinos de classificação com tranquilidade, porém não conseguiu marcar nenhum ponto. As melhores posições de chegada de Takagi foram dois 9ºs lugares, em Silverstone e Monza. Seu melhor resultado foi um 9º lugar em Silverstone, além de ter sido o último piloto a disputar uma corrida pela escuderia inglesa (Rosset não conseguiu se classificar para o GP do Japão).
Com a saída da Tyrrell, Takagi é contratado pela Arrows para a disputa da temporada de 1999, sucedendo Mika Salo. As provas de sua ascensão foram suas duas presenças no top-10, nos GPs da Austrália e do Brasil. Depois deste desempenho surpreendente, o japonês não conseguiria emplacar uma sequência de ficar entre os dez primeiros colocados, tendo como ponto baixo a desclassificação no GP da França, por ter usado os pneus de seu companheiro de equipe, o espanhol Pedro de la Rosa. Assim como em 1998, Takagi terminou a temporada sem pontuar, deixando a F-1 após o vencimento do contrato com a Arrows.
Sem chances de continuar na categoria, regressou à F-Nippon em 2000, novamente representando a equipe do ex-piloto Satoru Nakajima. Termina a competição em 8º lugar.

## CART
Contratado pela equipe Walker e como apoio da Toyota, que forneceria os motores, Takagi marcou seus primeiros pontos em uma categoria top do automobilismo. Fechou a primeira temporada na CART em 21º lugar, com 29 pontos, tendo como melhor resultado a quarta posição em Houston. Seu melhor desempenho foi no ano seguinte, conquistando o 15º posto, com 52 pontos, e novamente um quarto lugar como melhor posição de chegada, desta vez em Chicago. Ficou marcado por ter se envolvido em um espetacular acidente na largada do GP de Surfer's Paradise, onde seu carro decolou e caiu sobre o mexicano Adrián Fernández, sofrendo uma fratura de bacia, mas nada que fosse mais grave, inclusive saiu andando do seu monoposto, que ficou bastante destruído.
Takagi pretendia disputar a CART em 2003, mas a Walker dispensou o japonês, optando contratar o mexicano Rodolfo Lavín para pilotar o carro #5.

## IRL
Dispensado pela Walker, Takagi assinou com a equipe Mo Nunn na IRL, emplacando seu primeiro - e único - pódio em categorias top do automobilismo, ao chegar em terceiro lugar no GP do Texas. O japonês terminou em décimo lugar, com 317 pontos marcados. Acabou sendo eleito rookie (estreante) do ano, desbancando o inglês Dan Wheldon (falecido após sofrer grave acidente no GP de Las Vegas, em 2011).
Seu último ano na IRL foi em 2004, quando teve como melhor posto de chegada o quarto lugar em Homestead. Encerrou a competição em 15º lugar, com 263 pontos.
Depois da passagem nos EUA, retornou ao Japão para novamente disputar a Fórmula Nippon. Aposentou-se em 2008, após 2 anos no Super GT.